# Kaj Lindström
Pour les articles homonymes, voir Lindstrom.
Kaj Lindström, né le 31 juillet 1968 à Mikkeli (Finlande) est un copilote de rallye finlandais. 
Il a notamment été le copilote de Tommi Mäkinen en 2002 et 2003. Entre 2009 et 2011, il fut aussi celui de copilote de Kimi Räikkönen.
Il est le copilote de Juho Hänninen chez Toyota Gazoo Racing WRC pour la saison 2017 du championnat du monde des rallyes. Il termine la saison huitième avec 71 points et un seul podium glané au rallye de Finlande. Juho Hänninen n'étant pas conservé par l'équipe pour la saison 2018, Kaj Lindström n'en fait non plus partie.